# Nagybánhegyes
Nagybánhegyes es un pueblo ubicado en el distrito de Mezőkovácsháza, condado de Békés, Hungría.

## Superficie
Posee una superficie de 42,24 kilómetros cuadrados.

## Demografía
Hasta 2022 la población era de 1074 habitantes, con una densidad de población de 25,43 habitantes por kilómetro cuadrado.